# كاستلغراندي
كاستلغراندي (بالإيطالية: Castelgrande)‏ هي بلدية في مقاطعة بوتنسا في إقليم بازيليكاتا الإيطالي.

## السكان
في سنة 1861 بلغ عدد السكان 3٬249 نسمة، وتطور العدد ليصل في سنة 2011 لـ 1٬018 نسمة.
يظهر هذا المخطط البياني تطور النمو السكاني لـ كاستلغراندي